# Droga do Zielonego Wzgórza
Droga do Zielonego Wzgórza (oryg. Before Green Gables) – oficjalny prequel cyklu o Ani z Zielonego Wzgórza, zaakceptowany przez spadkobierców autorki serii Lucy Maud Montgomery. Książka została wydana w 2008 w ramach obchodów stulecia pierwszego wydania Ani z Zielonego Wzgórza.
Opowiada historię życia Ani od okresu sprzed jej narodzin do ostatnich chwil w pociągu, przed spotkaniem z Mateuszem Cuthbertem.
Książka została zekranizowana w formie serii anime przez studio Nippon Animation. Premiera 39-odcinkowego serialu Kon’nichiwa Anne: Before Green Gables odbyła się 5 kwietnia 2009.